# Bhagavan Das
Bhagavan Das (* 12. Januar 1869 in Varanasi, Indien; † 18. September 1958) war ein indischer Politiker, Theosoph und Gelehrter.
Bhagavan Das wurde 1869 in einer wohlhabenden Händlerfamilie geboren. Er erlangte bereits 1888 mit 19 Jahren den Master of Arts in Philosophie. Angezogen von einer Rede Annie Besants trat er 1894 der Theosophischen Gesellschaft (TG) bei und folgte nach der Spaltung der TG 1895 der Theosophischen Gesellschaft Adyar (Adyar-TG). Im Juli 1898 war er an der Gründung des theosophischen Central Hindu College in Benares (heute Varanasi) beteiligt.
Innerhalb der Adyar-TG war er ein Gegner des Kultes um Jiddu Krishnamurti und des daraus entstandenen Order of the Star in the East, der führend von Annie Besant und Charles W. Leadbeater betrieben wurde. Zeitweise leitete er die Indische Sektion der Adyar-TG.
Das unterstützte die Kampagne der Nichtkooperation, was den Boykott der u. a. aus dem Central Hindu College hervorgegangenen Banaras Hindu University einbegriff, und wurde in dieser Zeit zu einem bedeutenden Politiker des Indischen Nationalkongresses (INC). So war er Vorsitzender des Provinzkomitees des INC für die United Provinces und Mitglied des All-India Congress Committee.
1955 wurde er für seine Verdienste um das indische Bildungswesen sowie um die indische Literatur mit dem Bharat Ratna ausgezeichnet.
Bhagavan Das starb am 18. September 1958. Zu seinem 100. Geburtstag widmete ihm die Indische Post eine Erinnerungsbriefmarke.

## Werke
- A concordance dictionary to The yoga-sutras of Patanjali. Kaashai, Benares 1938.
- A few Truths about Theosophy. in The Theosophist, Adyar September 1889.
- Ancient solutions of modern problems. Theosophical Publishing House, Adyar 1933.
- Ancient versus modern „scientific socialism“, or, Theosophy and capitalism, fascism, communism. Theosophical Publishing House, Adyar 1934.
- Annie Besant and the changing world. Theosophical Publishing House, Adyar 1934.
- Communalism and its cure by theosophy, Or spiritual health, the only sure basis of material wealth. Theosophical Publishing House, Adyar 1934.
- Eugenics, Ethics and Metaphysics. Theosophical Publishing House, Adyar 1930.
- Indian ideals of women's education. Current Thought Press, Madras 1929.
- Krishna, a study in the theory of Avataras. Theosophical Publishing House, Adyar 1924.
- My picture of free India. Indian Book Shop, Benares et al. 1944.
- The central Hindu college and Mrs. Besant, the rise of the Alcyone cult. Divine Life Press, London 1913.
- The dawn of another Renaissance. Theosophical Publishing House, Adyar 1931.
- The essential Unity of all Religions. Theosophical Press, Wheaton 1939.
- The Ethico-Psychological Crux in Political Science and Art, or, Who Should be Legislators?. Theosophical Publishing House, Adyar 1931.
- The fundamental idea of theosophy. Theosophist Office, Madras 1912.
- The metaphysics and psychology of Theosophy. in The Theosophist, Adyar 1916.  und
- The philosophy of non-co-operation and of spiritual-political swaraj. Tagore & Co., Madras 1922.
- The psychology of conversion. Theosophical Publishing House, Adyar 1917.
- The religion of theosophy. Theosophist Office, Madras 1911.
- The science of peace, an attempt at an exposition of the first principles of the science of the self. Theosophical Publishing House, Benares et al. 1904.
- The science of religion, or, Sanatana vaidika dharma, an attempt at an exposition of principles. Indian Book Shop, Benares 1948.
- The Science Of Social Organization, or, The Laws Of Manu In The Light Of Atma Vidya. Theosophical Publishing House, Adyar 1935.
- The science of social organisation, or, The laws of Manu in the light of Theosophy. Theosophist Office, Adyar 1910.
- The science of the emotions. Theosophical Publishing House, Benares et al. 1908.
- The spiritualisation of the science of politics by Brahma-vidya. Theosophical Publishing House, Adyar 1919.
- The superphysics of the Great War. Theosophical Publishing House, Adyar 1916.